# Tarhuna-Radu
Tarhuna-Radu (... – post 1365 a.C.) (o Tarhundaradu o anche Tarhundandaru) è stato il più importante sovrano della storia del regno di Arzawa.
Delle origini di questo sovrano, vissuto nella prima metà del XIV secolo a.C., abbiamo notizie estremamente frammentarie; sappiamo che nella seconda metà del XV secolo a.C. l'intera zona Arzawa era divenuta tributaria se non completamente vassalla degli Ittiti.

## Biografia
Infatti il re conosciuto oggi come Tudhaliya I/II aveva condotto una serie di campagne militari vittoriose nell'Ovest anatolico, inglobando alcuni territori e rendendone tributari altri; comunque Arzawa aveva un proprio sovrano, Kupanta Kurunta, anche se non abbiamo esatta nozione di quali territori governasse.
Kupanta Kurunta deve essere rimasto a lungo in carica, se è vero che di lui abbiamo notizie attraverso i regni di tre diversi sovrani Ittiti, da Tudhaliya I/II fino a suo nipote Tudhaliya III, attraverso un arco di tempo di almeno trent'anni ma probabilmente di più.
All'ascesa al trono di Tudhaliya III (1375 ca.), gli Ittiti vivono un periodo difficile: pur senza grandi perdite territoriali, vi è una generale contrazione e minor stabilità; la crisi esplode quando si verifica una serie di devastanti raid da Nord da parte delle tribù montane dei Kaska, che mettono in ginocchio il regno; in uno di questi brucia perfino la capitale Ḫattuša, saccheggiata. 
È in questo contesto che le cronache di Tudhaliya III registrano "movimenti ostili" ai confini occidentali da parte di Kupanta Kurunta, dei suoi tre figli e di un tale Tarhuna-Radu di cui non è precisato lo status ma che evidentemente, essendo distinto dagli altri tre, non è figlio del sovrano.
Con le milizie ittite impegnate sul fronte Nord, Tudhaliya III lascia inevitabilmente scoperto il fianco ad Ovest; e gli Arzawa, guidati probabilmente da Tarhuna-Radu, ne approfittano: le milizie dell'Ovest dilagano occupando le Terre Basse ittite (a Est dell'attuale Konya), giungendo non lontane dal Marassantiya, il fiume che delimita il cuore storico della nazione Ittita.
Gli Arzawa divennero cosi un esteso stato unitario che andava dalla costa dell'Egeo fino al cuore dell'Anatolia e, con gli Ittiti in pieno caos, anche il più importante dell'area (1365 a.C. ca): si sostituirono agli Ittiti anche nelle relazioni internazionali, tanto che Tarhuna-Radu ebbe una fitta corrispondenza personale con il faraone Amenophis III, corredata addirittura da una proposta matrimoniale a suggello dell'alleanza (non sappiamo se questa si sia mai effettivamente concretizzata).
Lo stile elaborato da "Grande Re" che il faraone riserva a Tarhuna-Radu dimostra il grado di importanza e potenza a cui in pochi anni questo sovrano seppe portare lo stato arzawa, lo zenit di tutta la propria storia.
Nella corrispondenza inoltre Amenophis III chiede a Tarhuna-Radu di inviargli dei guerrieri Kaska, noti per la loro bellicosità, da inserire nel proprio esercito, richiesta solitamente rivolta al sovrano Ittita ma che ora rivolge a lui poiché "...la terra di Hatti è ora congelata": la richiesta certifica che Arzawa si era sostituita agli Ittiti nell'immagine internazionale come prima potenza dell'area e che Tarhuna-Radu avesse se non il controllo sui Kaska quantomeno la possibilità di "reperirli", circostanza straordinaria data la distanza tra Arzawa ed il territorio Kaska.
Ma lo zenit arzawa sarebbe durato poco: il riscatto Ittita arrivò neppure un decennio più tardi sotto Šuppiluliuma I, che non solo riconquistò i territori persi ma sottomise la nazione Arzawa, estendendo i domini Ittiti a tutta l'Anatolia; sfortunatamente le "Gesta" di questo grande sovrano sono arrivate sino a noi in modo assai frammentario, per cui non sappiamo se Tarhuna-Radu fosse al momento ancora sul trono (anche se appare probabile, dalla complicata traduzione di un passaggio, che proprio Tarhuna-Radu sia stato catturato "e portato in catene a Sapinuwa").
Di lui non abbiamo altri riferimenti né negli archivi Ittiti, né in quelli Egizi.
Abbiamo notizia, di una disputa nei primissimi anni di regno di Suppiluliuma I (1350 ca), tra il sovrano Ittita ed un leader arzawa, un tale Anzapahhaddu, che oggi gli storici ipotizzano possa essere stato il figlio ed erede di Tarhuna-Radu; Anzapahhaddu sconfisse pesantemente il generale ittita Himuili ma fu poi battuto di lì a poco, dopo un estenuante scontro armato, dall'esercito imperiale guidato da Šuppiluliuma I stesso, nella battaglia che avrebbe segnato la fine dell'indipendenza arzawa.